# Vintilă Cossini
Vintilă Cossini (Costanza, 21 novembre 1913 – 24 giugno 2000) è stato un calciatore rumeno, di origini italiane, di ruolo centrocampista.

## Biografia
Cresciuto nelle giovanili del Tricolor Constanța, viene ceduto al Rapid Bucarest, club nel quale esordisce in Divizia A il 6 novembre 1932 contro il Șoimii Sibiu nel campionato 1932-33
Dopo la prima stagione caratterizzata da difficoltà di ambientamento, diventa titolare e contribuisce alle vittorie in Coppa di Romania della propria squadra, 6 coppe vinte in 7 anni di cui 5 consecutive al momento del ritiro dal campo di gioco, avvenuto il 31 agosto 1941 nel match contro il Venus București, la 163º partita disputata nella massima divisione

## Nazionale
Esordisce in nazionale il 17 giugno 1935 nella partita persa dalla Romania contro la Jugoslavia 2-0. Complessivamente gioca 25 partite senza mai segnare e partecipa ai mondiali nel 1938, manifestazione nella quale la Romania viene sconfitta al primo turno da Cuba

## Dopo il ritiro
Dopo il ritiro e dopo la seconda guerra mondiale, Vintilă Cossini inizia a lavorare come ingegnere elettromeccanico nella capitale, diventando anche allenatore della squadra aziendale. Tra il 1971 e il 1976 è stato presidente della commissione per lo sviluppo del calcio di Bucarest

## Palmarès
- Coppa di Romania: 6

Rapid Bucarest: 1934-1935, 1936-1937, 1937-1938, 1938-1939, 1939-1940, 1940-1941.